# Образцов, Василий Парменович
Василий Парменович Образцов (1 (13) января 1849 (по другим сведениям, 1851), Грязовец (по другим сведениям, Вологда) — 14 декабря 1920, Киев) — русский терапевт, профессор Киевского университета, новатор в области методов диагностики заболеваний сердечно-сосудистой и пищеварительной систем.

## Биография
По окончании курса духовной семинарии в 1870 году поступил в военно-медицинскую академию, откуда вышел лекарем в 1875 году и поступил на службу земским врачом.
В 1877 году, с началом русско-турецкой войны, был назначен военным врачом в Румынию. По выходе в отставку отправился для усовершенствования за границу, где занимался преимущественно в Берлине у профессора Вирхова и др.
В 1879 году сдал докторский экзамен, а 1880 году защитил диссертацию «К морфологии образования крови в костном мозгу у млекопитающих» и занял должность ординатора Киевского госпиталя.
В 1882 г. впервые доказал, что тромбоциты — это самостоятельные элементы крови, происходящие из клеток красного костного мозга — мегакариоцитов (диаметр до 140 мкм).
С 1884 по 1886 год занимался частной практикой. В 1886 году был назначен ординатором, а в 1888 году — заведующим отделением Киевской Александровской больницы.
В 1891 году был избран приват-доцентом, а в 1893 году — профессором Киевского университета по кафедре частной патологии и терапии. Кроме того, в 1903—1918 годах был директором факультетской терапевтической клиники (дом № 17 по бульвару Шевченко), которая позже, уже как городская больница № 22, была названа его именем.
Состоял председателем киевского Физико-медицинского общества, Киевского общества врачей, создал вместе с Ф. Г. Яновским киевскую терапевтическую школу.
Помимо диссертации, напечатал ряд работ, преимущественно по диагностике. Разработал методы глубокой скользящей пальпации органов брюшной полости (1887), выстукивания грудной клетки непосредственно одним пальцем (1910). В 1909 году стал первым в мире, кто подробно описал клиническую картину тромбоза (в соавторстве со своим учеником Н. Д. Стражеско), в 1910 описал клиническую картину инфаркта миокарда.
Скончался в декабре 1920 г. в Киеве, в Георгиевской больнице, от пневмонии. Похоронен на Лукьяновском кладбище. В 1950 году установлен бронзовый бюст работы М. К. Вронского.

## Бескровная дуэль
Когда В. П. Образцову было 57 лет, состоялась его дуэль с известным профессором того же Киевского университета патофизиологом В. К. Линдеманом. Их ссора возникла из-за супруги Линдемана, в которую влюбился Василий Парменович. Вызов произошёл на заседании совета университета, что исключало возможность полюбовного разрешения ссоры. В связи с тем, что Образцов не был стрелком, а Линдеман слыл хорошим охотником, результат поединка не вызывал сомнений. Сложившейся ситуацией были озадачены на только друзья и коллеги, но и генерал-губернатор, поскольку речь шла о возможном скандале — гибели крупнейшего терапевта страны. Считается, что находчивость секундантов позволила обойтись без жертв. Расстояние между стрелявшими (по правилам — не менее 15 шагов) мерил секундант Образцова — химик С. Н. Реформатский, который из-за своего роста (215 см) широко шагал, что позволило почти вдвое увеличить дистанцию. Секундант Линдемана, в свою очередь, заменил пули пыжами. История закончилась тем, Варвара Владимировна Линдеман покинула мужа, стала женой Образцова и родила с ним двоих детей.